# Pippa Black
Pippa Black (Melbourne, 16 oktober 1982) is een Australisch actrice.

## Carrière
Black had enkele eenmalige gastrollen in televisieseries tussen 2003 en 2005. In 2005 begon ze te acteren in de soapserie Neighbours, waar ze tot 2019 de rol van Elle Robinson voor haar rekening nam. In 2010 was ze te zien zijn in de politieserie City Homicide. In 2010 en 2011 was ze ook te zien in de rol van Tonya in de serie Outsourced op NBC.

## Filmografie
- Evil Never Dies (2003) - Student
- The Secret Life of Us (2004) - Madelaine
- Last Man Standing (2005) - Chrissie
- Neighbours (2005-2019) - Elle Robinson
- Emergence (2009) - Rachel
- The Wake (2009) - Sophie
- City Homicide (2010) - Emily Rigby
- Outsourced (2010-2011) - Tonya

- Library of Congress Control Number: no2016110507
- Virtual International Authority File: 7716147270390135700002
- WorldCat: E39PBJdWVGR3ppcgJWyjXQTvHC